# Lee Lawrie

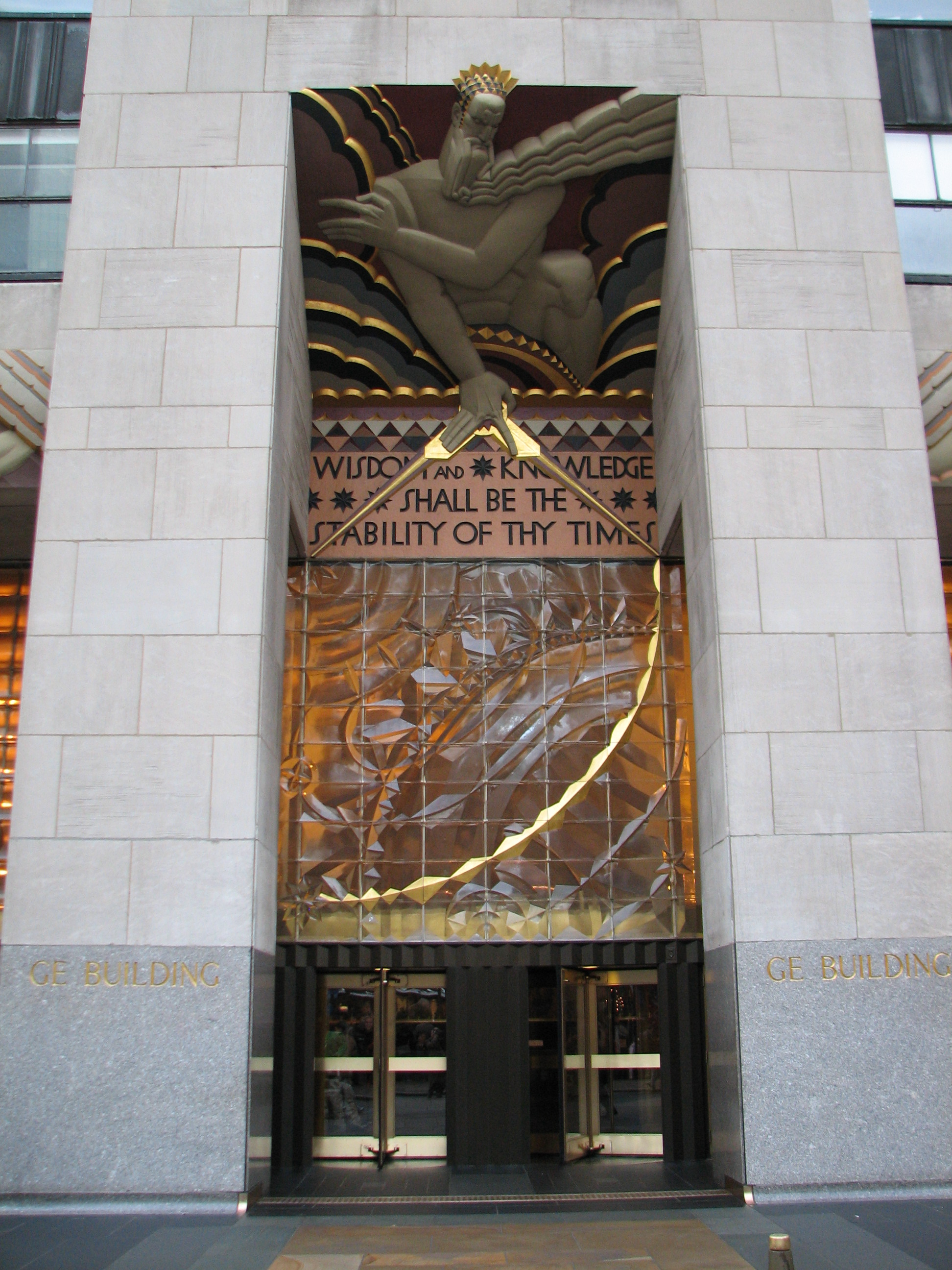
Von Lawrie gestaltetes Portal Wisdom, 30 Rockefeller Plaza

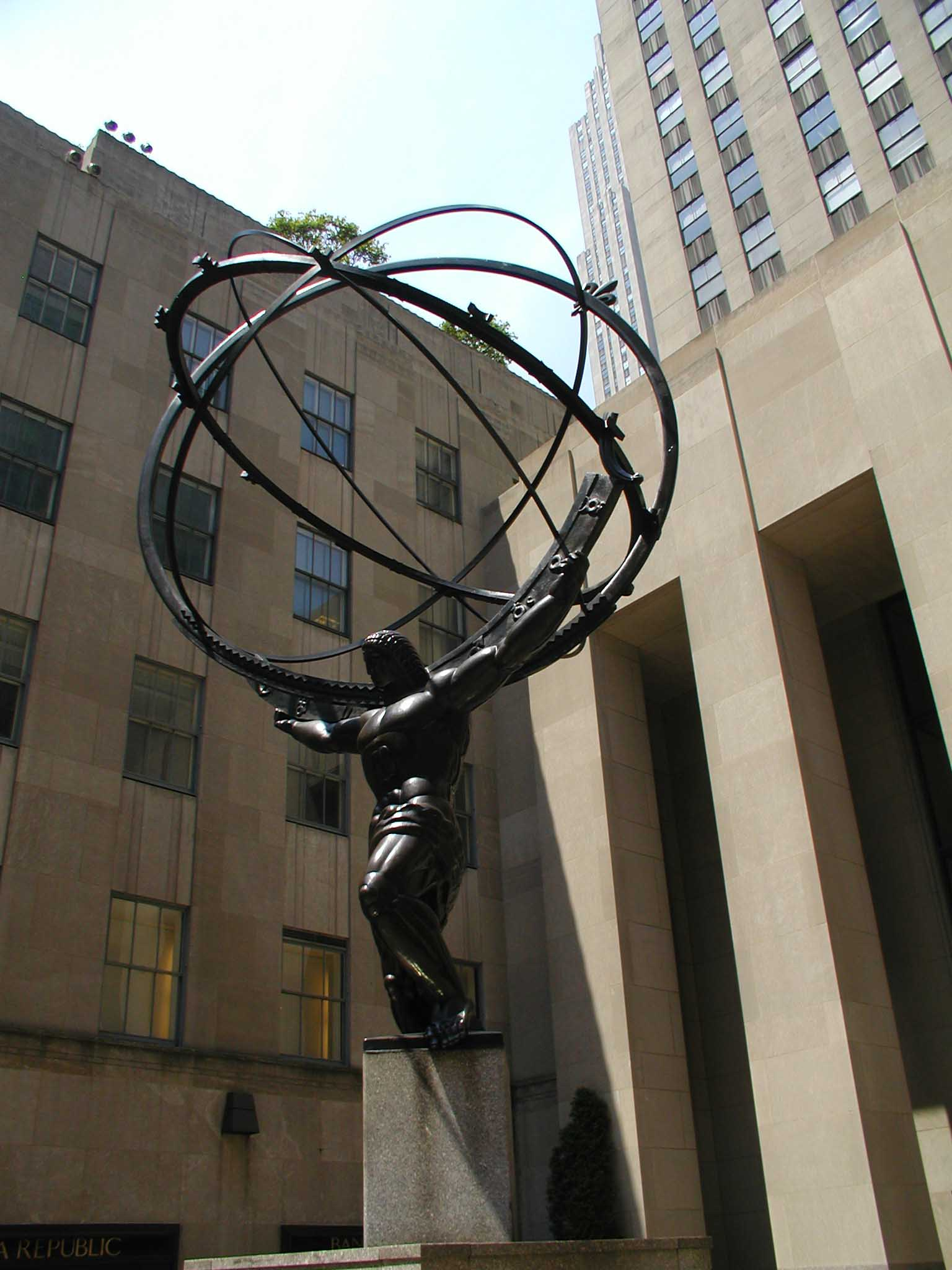
Atlas-Statue vor dem Rockefeller Center

Lee Oscar Lawrie (* 16. Oktober 1877 in Rixdorf (heute Berlin-Neukölln); † 23. Januar 1963 in Easton, Maryland) war ein US-amerikanischer Bildhauer deutscher Herkunft, dessen Arbeiten die Entwicklung des Art-Déco-Stils in den Vereinigten Staaten prägten. Zu seinen bekanntesten Arbeiten zählt die Gestaltung der Fassade des Rockefeller Centers in New York City.

## Leben
Lawrie wurde 1877 in Rixdorf bei Berlin geboren. 1882 emigrierte seine Familie und ließ sich in Chicago nieder. Im Alter von 14 Jahren begann Lawrie eine Ausbildung bei dem Bildhauer Richard Park. 1892 assistierte er den führenden amerikanischen Bildhauern bei der Gestaltung der White City für die World Columbian Exposition von 1893. Nach Beendigung der Arbeiten folgte er ihnen an die Ostküste. In den folgenden Jahren wurde er von Künstlern wie William Ordway Partridge oder Augustus Saint-Gaudens ausgebildet. 1904 assistierte er Karl Bitter, dem Leiter der Skulpturendekoration der Weltausstellung in St. Louis. 1910 schloss Lawrie ein Studium an der Yale University ab, wo er bis 1919 als Dozent tätig war.
Seinen künstlerischen Durchbruch erlebte Lawrie in einer langjährigen Zusammenarbeit mit dem Architekten Bertram Goodhue. So gestaltete Lawrie zahlreiche neogotische und neuromanische Kirchen, unter anderem für die St. Bartholomew’s Church und St. Thomas Church in Manhattan. Zu seinen bekanntesten Arbeiten mit Goodhue zählt das Nebraska State Capitol in Lincoln. Lawries in Ornamenten eingefasste Figuren gelten heute als ein wichtiges Beispiel für die Entwicklung des amerikanischen Art Décos.
Nach dem Tode Goodhues arbeitete Lee Lawrie mit verschiedenen Architekten zusammen und entwickelte dabei seinen dekorativen Stil weiter. Anfang der 1930er-Jahre war Lawrie für die Dekoration des von Raymond Hood entworfenen Rockefeller Centers verantwortlich. Lawrie gestaltete unter anderem die Portale des GE Buildings (Friese Wisdom und Sound) und des International Buildings (Wanduhr und Relief The Purpose of the International Building), seine bekannteste Arbeit ist aber die – für Lawries Schaffen eher untypische – Atlas-Statue an der Fifth Avenue gegenüber der St. Patrick’s Cathedral. 1931 wurde er in die American Academy of Arts and Letters gewählt.
1933 koordinierte Lee Lawrie die Anfertigung von Skulpturen für die Contury of Progress Ausstellung in Chicago, 1939 hatte er die gleiche Position während der New Yorker Weltausstellung inne. In den folgenden Jahren wurde es für Lawrie immer schwieriger, neue Aufträge zu erhalten. Da die Art-Déco-Architektur ihren Höhepunkt durchschritten hatte, konzentrierte er sich auf die Gestaltung von Skulpturen. So schuf er nach dem Ende des Zweiten Weltkriegs mehrere Kriegerdenkmäler. 1950 war er an der Umgestaltung des Plenarsaals des US-Senats im Kapitol beteiligt.
Als Lee Lawrie 1963 starb, hat er mehr als 300 Werke hinterlassen. Er wurde in seiner Karriere mit insgesamt acht nationalen Kunst- und Architekturpreisen ausgezeichnet.